# Сверхвысокомолекулярный полиэтилен высокой плотности
Сверхвысокомолекуля́рный полиэтилен (СВМПЭ, англ. Ultra-high molecular weight polyethylene, UHMW PE) — термопластичный полимер, конструкционный материал, пригодный для работы в экстремальных условиях эксплуатации.
Синонимы:
- полиэтилен с высоким модулем упругости (англ. High modulus polyethylene, HM PE);
- полиэтилен с высокими эксплуатационными характеристиками (англ. High performance polyethylene, HP PE).

Сверхвысокая масса молекул определяет уникальные свойства СВМПЭ, отличные от других разновидностей полиэтилена.

## История создания
В промышленности СВМПЭ впервые стали применять в 1950-х годах немецкой фирмой «Ruhrchemie AG». 
В 1960-х А. Дж. Пеннингс, сотрудничая с голландской компанией «DSM», синтезировал из СВМПЭ волоконные структуры с очень высокой прочностью. 
В 1970-х годах специалистами из DSM на основе открытий Пеннигса удалось создать волокна. 
В мире СВМПЭ синтезируют компании Сибур, Ticona, Braskem, DSM, Teijin (Endumax), Celanese и Mitsui.

## Строение

Молекулярная структура полиэтилена и сверхвысокомолекулярного полиэтилена, в котором превышает 100 тысяч

Молекула СВМПЭ состоит из длинных линейных цепочек полиэтилена с молекулярной массой 1,5—11,5 млн а. е. м., степень полимеризации мономера — этилена более 100 тысяч с относительно слабыми межмолекулярными связями (10—20 кДж/моль) (в отличие, например, от кевлара, с его относительно короткими молекулами и сильными межмолекулярными связями). Уровень параллельности в ориентации линейных молекул может превышать 95 %, а степень кристалличности доходит до 85 %.

## Свойства
В связи со строением молекул СВМПЭ является термопластичным веществом с относительно невысокой температурой плавления (135—190 °С), поэтому изделия из него не рекомендуют эксплуатировать при температурах превышающих 80—100 °С. При нагревании выше температуры плавления СВМПЭ не переходит в вязкотекущее состояние, а лишь в высокопластичное. Поверхность изделий из СВМПЭ — гладкая на ощупь.
СВМПЭ обладает очень низким для органических полимерных соединений водопоглощением, в пределах 0,01—0,05 %, что обусловлено отсутствием в молекулах СВМПЭ полярных групп (сложноэфирных, амидных, гидроксильных группировок). Поэтому свойства СВМПЭ не изменяются при воздействии воды (для сравнения, у кевлара прочность при намокании уменьшается в два раза из-за нарушения слабых водородных связей амидных групп, при высыхании прочность восстанавливается не полностью). 
СВМПЭ также устойчивы к воздействию большинства кислот и щелочей, ультрафиолетового и гамма-излучения и микроорганизмов.
Удельная плотность чистого СВМПЭ — примерно 0,93—0,94 г/см³ с добавками — 0,95 г/см³. Отношение предела прочности на разрыв к массе у СВМПЭ на 40 % больше, чем у арамидных соединений типа кевлара. При наличии долговременной статической нагрузки, действующей на растягивание, СВМПЭ деформируется пока существует механическое напряжение (свойство называют «ползучестью»).
СВМПЭ имеет достаточно высокий модуль упругости при изгибе — около 1 ГПа и разрушающее растягивающее или изгибное напряжение 20—40 МПа (~4 кгс/мм²), уступая, таким образом, по разрушающим напряжениям лучшим высоколегированным малоуглеродистым высокочистым сталям в 50—100 раз, а по модулю упругости — в 200 раз (например, инструментальная сталь 4Х5МФС после низкотемпературной термомеханической обработки или аусформинга имеет напряжение разрушения σb составляет около 250 кгс/мм² и предел текучести σ0,2 равен 180—230 кгс/мм²). 
Однако благодаря низкой плотности, в 8—8,5 раз меньшей, чем у сталей, и высокой усталостной прочности (выносливости), изделия из СВМПЭ могут конкурировать по показателю прочность/собственный вес с изделиями из низкопрочных конструкционных сталей и даже превосходить их.
Основные свойства СВМПЭ, обуславливающие его применение, — очень высокая износостойкость, низкий коэффициент трения и высокая вязкость разрушения (низкотемпературная надёжность). 
Так, по износостойкости СВМПЭ при допустимых для него температурах эксплуатации и некоторых абразивах превосходит тефлоны и даже углеродистые стали. 
- Коэффициент трения СВМПЭ (по стали) — около 0,1[11].
- Коэффициент ударной вязкости — 170 кДж/м² (с надрезом — до 80 кДж/м²).
- Рабочие температуры — от −150 °С или даже −260 °С[5] (по другим данным — от −80 °С) до +80—90 °С[6][12].

## Технология производства
Синтез СВМПЭ производят с применением металлоценовых катализаторов из мономера — этилена, при этом количество мономеров в одной молекуле на несколько порядков больше, чем у полиэтилена высокой плотности. Для синтеза СВМПЭ применяют установки низкого давления.
Переработанный СВМПЭ-порошок выпускают на рынок либо в виде волокон, либо в консолидированной форме, например в виде листов, плёнок, профилей или стержней.
Обработка
Изделия из СВМПЭ получают следующими методами обработки:
- прессование;
- непрерывное профильное прессование, или штранг-прессование
- гель-формирование (гель-прядение);
- плунжерная экструзия.

Именно с помощью гель-формирования получают самые прочные волокна марок «Dyneema» и «Spectra» для тросов, строп, широко используют в баллистической защите[неизвестный термин], оборонных применениях и всё чаще в медицинских устройствах.

### Производство в России
В России существуют несколько установок синтеза порошков СВМПЭ:
- «Томскнефтехим», проектная мощность 1000 т/год;
- «Казаньоргсинтез», проектная мощность 1000 т/год[13].

## Применение
- В военном деле: создание бронежилетов на основе волокон СВМПЭ (баллистические жилеты, пуленепробиваемые жилеты) различных классов защиты, шлемы. При изготовлении ткани из волокон СВМПЭ накладывают под разными углами (мультиаксиальная ткань из слоёв однонаправленного (unidirectional) шпона), что увеличивает прочность многослойного пакета.
- В машиностроении (бумагодельные машины): коэффициент трения изделий и износостойкость из СВМПЭ приближается к фторопластам, при значительно меньшей стоимости. Детали из СВМПЭ используют для уплотнений в гидравлических и пневматических системах и в узлах сухого трения (подшипники и тп., не нуждающиеся в смазке[14]).
- В электротехнике: изоляторы, изоляция кабелей.
- В транспорте, судостроении: панелями из СВМПЭ облицовывают стапели судостроительных верфей. Канаты и тросы, использующиеся для буксировки, швартовки и якорных устройств на судах: при этом прочность и износостойкость таких канатов на единицу массы выше, чем у стальных некоторых марок, их свойства не меняются при намокании, такие тросы не тонут в воде и не нуждаются в смазке. Особенно известны тросы из волокон СВМПЭ «Dyneema» («DSM», Нидерланды) и «Spectra» («Honeywell», США).
- В спорте: противоукольная защита в фехтовании, стропы парашютов, леска для рыбной ловли, альпинистские верёвки для альпинизма, в производстве лыж и сноубордов (в сочетании с углеволокном, увеличивая прочность и гибкость), синтетический лёд (покрытие для ледовых видов спорта: хоккей, кёрлинг).
- В медицине для создания эндопротезов суставов (тазобедренных, коленных, позвонков). Здесь в основном применяют «сшитые» СВМПЭ.
- Компаунд на основе СВМПЭ (СВМПЭ-гранула): предназначен для использования в термопласт-автоматах в качестве основного полимера или добавки повышающей износостойкость, стойкость к растрескиванию, вязкость разрушения, низкотемпературную надёжность, химическую стойкость. Формы выпуска СВМПЭ гранулы: листы, плиты, пластины, плёнка, труба, оболочка для кабельной продукции, профиль.
- Труба из СВМПЭ. Это износостойкие трубопроводные системы для конкретных операций перемещения абразивных материалов: минералов, угля, кормов, отходов; внутризаводские трубопроводы отходов, суспензий, паст технологических потоков.
- Ткани из СВМПЭ применяют также для производства травмобезопасных перчаток в спорте, медицине, промышленности (перчатки стойкие к порезу, износостойкие перчатки)[15].